# The Rain (tv-serie)
The Rain er en tv-serie skabt af Jannik Tai Mosholt, Esben Toft Jacobsen og Christian Potalivo. Den havde premiere på Netflix 4. maj 2018.
Den 30. maj 2018 annoncerede Netflix, at The Rain fik en sæson 2, der fik premiere den 17. maj 2019.

## Præmis og handling
Serien The Rain’s omdrejningspunkt lægger sig omkring en dødelig virus, der spredes gennem regn, hvilket betyder at alle mennesker i verden er i fare. Virussen udspringer i Danmark. 
Dr. Frederik Andersen er Simone og Rasmus’ far. Seeren stifter meget kort bekendtskab med karakteren, allerede i første afsnit af serien. Her fremstilles Frederik Andersen som en febrilsk far, der vil gøre alt for, at hans familie skal overleve den dødelige virus. Kort efter at han har fået familien i sikkerhed, tager han afsted igen, da han er en del af den hidtil ukendte organisation Apollon.  
Gennem hele serien følger man gruppe af unge mennesker på flugt fra Apollon. De ved ikke hvad organisationen vil dem, men de ved, at de bliver fanget, hvis de kommer for tæt på. Apollon viser gang på gang deres styrke og størrelse, da de bevæger sig meget hurtigere end gruppen, da de både har biler og avanceret udstyr.
I afsnit to finder Simone sin fars mobil i en nærtliggende bunker. På mobilen finder hun en vigtig video fra en af hans kollegaer. Kollegaen fortæller, at han er nået frem til hovedkvarteret i Sverige og, at deres far straks skal finde vej derop, sådan at de sammen skal lave en kur der kan redde hele verdenen fra virussen. Gruppen har nu et mål – de skal op til Apollons hovedkvarter. 
Længere inde i serien, afsnit fire, møder Simone og Rasmus en kvinde på en gård. Kvinden er også en del af organisationen, og fortæller dem, at deres far er skyld i det hele. I skabelsen af virussen trodsede ham og en anden mand ved navn Sten naturens love, og derfor endte det hele galt og udløste den virus, der bæres gennem regnen. 
Det viser sig i sidste og ottende afsnit at Apollon er en meget større organisation end forventet. Det har hele tiden været deres hovedformål at finde Rasmus og bruge hans gener, der er påvirket af virussen. På denne måde ville de kunne styre virussen og bruge den som et våben. 

## Afsnit

### Sæson 1
| Titel                    | Afsnit | Længde  | Handling |
| ------------------------ | ------ | ------- | --- |
| Bliv indendørs           | 1      | 46 min. | Med ét bliver vi revet ind i en epidemi i form af en virus, båret af regnen. Simone bliver revet væk fra en eksamen i skolen, da hendes far kommer løbende for at hente hende. De skal væk fra regnen i en fart. Simone, hendes bror Rasmus samt hendes forældre flygter ud i skoven, hvor de alle fire gemmer sig i en bunker. Deres far forlader straks bunkeren, da han igennem sit arbejde, måske kan medvirke til at stoppe virussen. Kort efter banker en mand på bunkerens dør. I håb om at se deres far igen, åbner Simone og Rasmus døren, men det er en fremmed, der venter dem. I et ihærdigt forsøg på at redde sine børn, ofre deres mor sig da regnen rører hendes krop. Nu er børnene alene i bunkeren og må håbe på at deres far vender tilbage. |
| Bliv sammen              | 2      | 37 min. | På grund af mangel på ilt nede i bunkeren, bliver Simone og Rasmus tvunget ud. Her møder de for første gang mennesker. Menneskerne viser sig at være en gruppe overlevende, der leder efter proviant. Men efter 6 år alene nede i bunkeren har Simone og Rasmus spist det hele. Derfor beslutter gruppen sig for at fortsætte uden Simone og Rasmus, indtil Simone indvier vi dem i, at der findes andre bunkere. Dermed får de lov til at slutte sig til gruppen, men gruppen har dog sine betænkeligheder, fordi medlemmerne har en fornemmelse af, at Simone og Rasmus har en forbindelse til Apollon. Ved hjælp af Simones navigeringer finder de endelig frem til den næste bunker. |
| Undgå byen               | 3      | 36 min. | Simone finder en video på en mobiltelefon, der tilhører hendes far. Videoen indeholder en besked fra en af hans kollegaer, der har nået hovedkvarteret i Sverige. Kollegaen fortæller, at han straks må tage til Sverige uanset hvad der måtte ske, da de skal have lavet en kur imod virussen. Simone viser videoen til Martin for at vinde hans tillid. Martin vil ikke sætte sit eller de andres liv på spil for at nå Sverige, så Simone og Rasmus fortsætter alene. Beatrice, Lea og Jean er meget uenige i dette valg, og følger efter dem ind i København, som de skal krydse for at nå Sverige. På vej gennem København støder de uheldigvis på problemer. Martin og Patrick kommer dem til undsætning, men alligevel bliver Rasmus stukket ned. |
| Stol ikke på nogen       | 4      | 38 min. | Tidligere fandt Patrick og Martin frem til et kort fremstillet af Apollon, der viser, at alle i gruppen befinder i en stor karantænezone. For enden af denne zone ligger en stor mur, og det er der de skal hen, fordi, der her findes en læge. Rasmus har stærkt brug for lægen på grund af knivstikket. Men fordi Rasmus er svækket, har de problemer med at få ham flyttet og de må derfor stjæle en af Apollons biler. Undervejs får de en drone til at virke, som hjælper dem til at finde husly for natten på en gård. Her finder de også en kvinde, som kan hjælpe Rasmus. Simone fortæller kvinden, at deres far, Frederik, arbejder for Apollon og det viser sig, at kvinden også arbejder for dem. Herefter ændrer hun straks karakter. Kvinden leder dem ned i en bunker, hvor hun vil tage hævn for, at deres far har slået hendes børn ihjel på grund af virusudbruddet. Kvinden er overbevist om, at det er Rasmus og Simones far, der har startet det hele. Udover dette dukker Apollon op, og gruppen ender endnu engang i problemer. Gruppen mister Jean. |
| Bevar roen               | 5      | 48 min. | Efter gruppen har mistet Jean, er alle frustrerede over hele situation. Simone leder ihærdigt efter den næste bunker. Det er ved at blive at blive mørkt og de har intet sted at sove. Tilfældigvis støder Lea og Patrick på et hus inde i skoven. Gruppen mødes af en meget fredelig flok mennesker, der forsøger at se forbi virussens trusler. Huset er selvforsynende med store køkkenhaver, samt rent vand. Martin er dog usikker på stedet, så alt imens de andre hygger sig undersøger han huset og for et finde eventuelle hemmeligheder. Med bange anelser mistænker han menneskerne for at være en del af en sekt. Simone møder endnu en person fra Apollon, og begynder at stille en masse spørgsmål, men folkene i huset forsikrer hende om, at hun bare skal glemme fortiden. Alt imens får Martin forvildet sig ned i husets kælder og finder et mærkeligt rum. Efter sin opdagelse prøver Martin gang på gang at få de andre i gruppen med væk derfra, da han er helt sikker på der er noget galt. Martin får ret, der er noget galt. For til aftensmaden finder de alle sammen ud af, at de har spist menneskekød i løbet af de sidste par dage. Inden gruppen forlader huset, får Simone fortalt af manden fra Apollon, at han kender hendes far og var med til virussens opstart. |
| Hold fast på dine venner | 6      | 41 min. | Ovenpå de chokerende hændelser med sekten, er gruppen atter på vej mod muren, og de har Apollon lige i hælene. Rasmus knivstik er stadigvæk et problem, derfor må han blive tilbage, i den lade hvor gruppen opholder sig, sammen med Beatrice, imens de andre henter mad i en nærtliggende bunker. I takt med dette opstår der flere og flere konflikter internt i gruppen. Da de andre endelig når til bunkeren, finder de ud af, at der bor en familien i den, eller det tror de. Simone og Lea vil ikke stjæle fra andre mennesker, men Patrick tager kun højde for sin egen overlevelse. Men der er et eller andet galt. Bunkeren er blevet brugt til at teste personer for at finde en kur imod virussen. Endnu engang bliver det gjort klart at Simone og Rasmus’ far er en del af det hele. Simone begynder at stille spørgsmål ved sin fars intentioner. Grundet regnen, er de nødsaget til at blive i bunkeren, selv om Patrick næsten ikke kan holde det ud. Han og Simones skændes og han skubber hende ud i regnen. Beatrice bliver også ramt af regnen. Lea går ud i regnen og henter Simone, uden at der sker noget. Det viser sig at regnen ikke smitter dem, men til gengæld slår den Beatrice ihjel. Martin smider Patrick ud af gruppen, på grund af hans handlinger.            |
| Tal ikke med fremmede    | 7      | 35 min. | Apollon fanger Patrick, og torturere ham til at fortælle, hvor de andre i gruppen befinder sig henne. Rasmus får kæmpet sig hen til den bunker, hvor de opholder sig bunkeren med Beatrices lig i favnen. Simone og Martin lukker ham inde i bunkerens laboratorie, da han nægter at forlade liget. Simone forsøger at tale sin lillebror til fornuft. Imens fortæller Patrick Apollon alt det, de vil vide om gruppen. For første gang får man indsigt i Apollons verden, og menneskerne bag det. Tilbage i bunkeren er Rasmus taget afsted uden de andre. Han har taget walkie talkien med sig, og kontakter Apollon. Martin, Lea og Simone begraver Beatrices lig i skoven, og beslutter sig derefter for at finde Rasmus. Det bliver svært at få Rasmus tilbage, da Apollon mistænker ham for at være immun. Meget overbevisende får de dog Rasmus tilbage gennem en gidseltagning, men Rasmus er på randen til at opgive alt. Derfor skyder han selv med en virussprøjte, de fandt tidligere skabt af Apollon, og de bliver alle bekræftet i at han rent faktisk er immun da han ikke dør af det. Hele gruppen drager mod Apollon. |
| Stol på dine instinker   | 8      | 40 min. | Endelig når de muren og Apollons hovedkvarter. Her finder de også langt om længe deres far. Rasmus besvimer og føres ind på et laboratorie. Imens er Lea, Patrick og Martin blevet placeret i endnu en bunker, denne gang er det Apollons, og frygter nu for hvad de skal ske. Nu er Simone er alene med sin far, og hun kan endelig få snakket talt med ham om, hvad det er der foregår. Samtidig venter der i bunkeren Lea en glædelig overraskelse, da hun finder Jean i live. Frederik fortæller Simone, at Rasmus altid har haft kuren til det hele i sig. Helt tilbage da virussen tog fat, vendte deres far tilbage til deres bunker for at se om hans børn var i live. Da han var sikker på, at de var i sikkerhed, lukkede han bunkeren ned for resten af verdenen, så der ikke ville ske dem noget. Med gode hensigter forsøger Frederik at få sine børn væk fra hovedkvarteret, da de vil slå Rasmus ihjel på grund af kuren. Under undersøgelser finder de ud af at virussen i Rasmus har muteret sig, og nu smittes dem der rør ved ham. |

## Karaktererne og deres baggrund
I The Rain følger man i syv ud af otte afsnit en gruppe unge mennesker, der forsøger at overleve i den nye verden, som virussen har forårsaget. I tiden op til virussens udbrud, og i dets begyndelse, blev de alle hver især udsat for forskellige begyndelser, i deres nye liv. 

### Simone og Rasmus
Simone og Rasmus er seriens søskendepar, hvor Simone er den ældste. Da virussen brød ud, var Rasmus kun 10 år gammel. Derfor var det også en stor opgave for Simone, som teenager, at skulle tage ansvar for sin lillebror. Men eftersom deres mor døde i begyndelsen og deres far forsvandt, var hun nødt til at træde til. Der ender med at gå hele 6 år, før de kommer i fysisk kontakt med andre mennesker igen. Rasmus er nu blevet teenager, og grundet hans minimale tilværelse i bunkeren, udfordrer han Simone gang på gang da de kommer ud i den virkelige verden. 
Simone er blevet voksen. Det meste af hendes teenageliv har hun brugt på at opfostre sin lillebror. I og med at bunkeren var hendes liv så længe, er det en kæmpe omvæltning at komme udenfor. Samtidig må hun hurtigt lære, at Rasmus ikke længere har brug for hende i lige så høj grad som før. Derudover møder hun Martin, som vækker nogle helt andre følelser i hende. 

### Lea
Lea er en meget kærlig karakter, der bevarer troen, på trods af alt det, der sker omkring hende. I timerne op til virussens begyndelse forsøger hun at snige sig ud af sin mors hus, for at tage til en studenterfest. Leas familie har en kristen baggrund, og derfor er hendes mor meget betænkelig ved at lade på Leas tage til fest. På trods af hendes mors betænkeligheder tager Lea afsted. Til festen er der nogen, der putter en pille i Leas glas med sodavand. Meget hurtigt tager tingene fart, og Lea ender alene på et værelse med tre fyre. Det hele bliver filmet på hendes mobiltelefon, og da hun vågner dagen efter, har alle set den, inklusiv hendes mor. Da Lea vil forlade festen, ser hun alle hendes klassekammerater ude stå ude i haven. Med ét begynder det at regne, hun overværer dem alle dø. Samtidig ringer hendes mor hende op, og fortæller Lea at hun er på vej. Midt i opkaldet går moderen ud ad døren og regnen rører hendes krop.

### Jean
Jean får under deres rejse til Sverige flashbacks til tiden, hvor virussen lige var brudt ud. I flashbacket ser han tilbage på da han mødte en mor, far og deres døve datter, da de hjalp ham og gav ham husly. Pigen er meget interesseret i, at Jean bliver, og med tiden opstår der et venskab. En dag får Jean og familien besøg af Apollon. Faderen trodser Apollons mænd og ender med at blive skudt, og de fører moderen væk. Imens gemmer pigen og Jean sig i et brændeskur. Her holder Jean pigen for munden så hun ikke kan skrige, men kommer til at gøre det for hårdt, hvilket resulteret i, at han kommer til at kvæle hende. Kort tid efter slutter han sig til Beatrice og Lea. Jean fremstår som en omsorgsfuld og betænksom person, der dog lider meget under disse flashback.

### Beatrice
Da virussen brød ud, stod Beatrices forældre for at skulle skilles, hvilket resulterede i at hendes familie blev skilt fra hinanden, da kaosset brød ud. Denne historie omkring hendes forældre bruger hun flere gange, når hun spiller på de andre i gruppens følelser. Det er kun seeren der kender til dette, og danner sig et syn på Beatrice om at hun holder noget skjult. 
Beatrice stifter for første gang bekendtskab med Patrick og Martin, da hun sammen med Jean og Lea flygter fra dem. Her viser hun som karakter mod og vilje til at overleve, på trods af hendes ringe chancer, i den nye verden, overfor de to fyre. For overlevelsens skyld beslutter Beatrice, at Martin og Patrick kan slutte sig til gruppen, så de har en form for beskyttelse på deres rejse gennem det øde Danmark. Ligeledes viser det sig, at hun er en glimrende løgner, der spiller på andres følelser for at få, det hun gerne vil have.

### Martin
Martin kommer af en militær baggrund og da virussen brød ud, blev han sendt ud til en sikkerhedsgrænse, hvor man ikke måtte komme igennem hvis man ikke havde været en del af karantænen. På dette tidspunkt kender man stadigvæk ikke ret meget til virussen og får derfor at vide, at alle der har været i kontakt med regnen eller på nogen vis er smittede, skal holdes på afstand. Martin og resten af soldaterne beordres til at gøre hvad det kræves, for at stoppe indtrængende. På trods af disse ordrer lader Martin en kvinde komme igennem sikkerhedsgrænsen, da han ikke få sig selv til at skyde hende, selv om det resulterer i, at alle de andre soldater dør. På grund af denne baggrundshistorie fremstår Martin sig til en karakter, der er ekstrem bitter og han lader bestemt ikke noget til tilfældigheden. 

### Patrick
Patrick kommer fra en tilværelse, hvor han ikke har kunne finde sin egentlige plads. Han bliver fyret fra sit job, kæresten vil ikke have ham og socialrådgiveren ved simpelthen ikke, hvad hun skal stille op med ham. Selv hans far har opgivet ham, og forærer Patrick en bil, så han kan køre fra hjemmet og ikke vende tilbage. Under virussens udbrud har Patrick røget sig skæv i sin bil. Pludselig begynder det at regne, men Patrick ved ikke noget om at regne er farlig, fordi han har været påvirket. Først da han kommer til sig selv igen, og stiger ud af bilen, finder han ud af at alle omkring ham er døde. Efterfølgende møder han Martin. 
Som karakter er han drevet af vrede og har en meget kort lunte. Hvis det stod til ham, var det kun ham selv og Martin der var sammen i den nye verden. Derfor fremstår han også meget reserveret, men vil dog gøre meget for at de andre i gruppen ikke kommer noget til.

## Medvirkende

### Hovedroller
- Alba August som Simone Andersen
- Lucas Lynggaard Tønnesen som Rasmus Andersen
- Mikkel Boe Følsgaard som Martin
- Lukas Løkken som Patrick
- Jessica Dinnage som Lea
- Sonny Lindberg som Jean
- Angela Bundalovic som Beatrice (sæson 1)
- Clara Rosager som Sarah

### Tilbagevendende roller
- Johannes Kuhnke som Sten, Frederiks chef (7 episoder)
- Lars Simonsen som Dr. Frederik Andersen, Simones og Rasmus’ far (3 episoder)
- Jacob Lohmann som Thomas, Apollon "fremmede" (2 episoder)
- Iben Hjejle som Ellen Andersen, Simones og Rasmus’ mor (2 episoder)
- Bertil De Lorenzi som unge Rasmus (2 episoder)
- Ardalan Esmaili som Onkel (2 episoder)